# Hogna perspicua
Hogna perspicua Roewer, 1959 è un ragno appartenente alla famiglia Lycosidae.

## Caratteristiche
Lo sterno e la coxae sono di colore giallo ruggine intenso; il femore e la tibia sono di colore nero poco accentuato; gli altri segmenti delle zampe sono di un color giallo ruggine sbiadito.
L'olotipo femminile rinvenuto ha lunghezza totale è di 14 mm; la lunghezza del cefalotorace è di 6 mm e quella dell'opistosoma è di 8 mm.

## Distribuzione
La specie è stata reperita nell'Eritrea centrale: in una località nei pressi della capitale Asmara.

## Tassonomia
Al 2017 non sono note sottospecie e dal 1959 non sono stati esaminati nuovi esemplari.